# Mong Pan

Vamos começar

Mong Pan é uma cidade e município do estado de Xã, no Mianmar (Birmânia).